# El Djouf
El Djouf o Al-Juf es una región desértica en la parte occidental del desierto del Sahara que ocupa la zona fronteriza entre Mauritania y Malí. Consiste en una cuenca sedimentaria amplia y llana limitada por mesetas, fallas y sierras cuyas rocas han sido erosionadas y depositadas a sus pies.
La altura media estimada para el desierto del El Djouf es de 300 a 400 m sobre el nivel del mar. En general, se trata de una zona arenosa con dunas de poca altura, alineadas según los vientos alisios, de nordeste a sudoeste, de unos 1.000 km de amplitud de oeste a este, y unos 500-600 km de anchura de norte a sur.
El Djouf significa 'lugar vacío', y hay varios lugares con este nombre en el Sahara, en la zona comprendida entre Mauritania, Argelia, Marruecos y Malí, de ahí que se llamara El Djouf 001 a un meteorito encontrado en Adrar, en Argelia, pero no en el desierto de El Djouf.